# أبو حيان التوحيدي
أبو حيان التوحيدي (310 - 414 هـ / 922 - 1023 م) فيلسوف متصوف، مسلم وأديب بارع، من أعلام القرن الرابع الهجري، عاش أكثر أيامه في بغداد وإليها ينسب.
وقد امتاز أبو حيان بسعة الثقافة وحدة الذكاء وجمال الأسلوب، فهو رجل موسوعي الثقافة، سمي أديب الفلاسفة وفيلسوف الأدباء كما، امتازت مؤلفاته بتنوع المادة، وغزارة المحتوى؛ فضلا عما تضمنته من نوادر وإشارات تكشف بجلاء عن الأوضاع الفكرية والاجتماعية والسياسية للحقبة التي عاشها، وهي -بعد ذلك- مشحونة بآراء المؤلف حول رجال عصره من سياسيين ومفكرين وكتاب.
وجدير بالذكر أن ما وصلنا من معلومات عن حياة التوحيدي -بشقيها الشخصي والعام- قليل ومضطرب، وأن الأمر لا يعدو أن يكون ظنا وترجيحا؛ أما اليقين فلا يكاد يتجاوز ما ذكره أبو حيان بنفسه عن نفسه في كتبه ورسائله، ولعل هذا راجع إلى تجاهل أدباء عصره ومؤرخيه له، وهو موقف أثار استغراب ياقوت الحموي وحدا به إلى التقاط شذرات مما أورده التوحيدي في كتبه عن نفسه وتضمينها في ترجمة طويلة نسبيا شغلت عدة صفحات من معجمه، ولم يكتفي بهذا بل لقبه أيضا بشيخ الصوفية وفيلسوف الأدباء؛ ربما كنوع من رد الاعتبار لهذا الأديب.

## اسمه وكنيته
هو علي بن محمد بن العباس التوحيدي البغدادي، كنيته «أبو حيان»، وهي كنية غلبت على اسمه فاشتهر بها حتى أن ابن حجر العسقلاني ترجم له في باب الكنى.

## مولده ووفاته
كانت ولادة أبي حيان في بغداد سنة 310 هـ؛ أما وفاته فكانت في شيراز سنة 414 هـ وفي هذين التاريخين خلاف؛ والمقطوع به أنه كان حيا سنة 400 هـ حسب ما تفيد بذلك بعض رسائله.
ومما يروى عن بعض أصحاب أبي حيان أنه لما حضرته الوفاة كان بين يديه جماعة من الناس فقال بعضهم لبعض: (اذكروا الله فإن هذا مقام خوف وكل يسعى لهذه الساعة) ثم جعلوا يذكرونه ويعظونه، فرفع أبو حيان رأسه إليهم وقال: (كأني أقدم على جندي أو شرطي !!! إنما أقدم على رب غفور) ومات من ساعته.

## أصله ونسبته
اختلفت الآراء وتعددت حول أصل أبي حيان، فقيل أن أصله من شيراز وقيل من نيسابور ولكن الراجح أنه عربي الأصل.
وكذلك اختلف في نسبته إلى التوحيد، فقيل سببها أن أباه كان يبيع نوعا من التمر العراقي ببغداد يطلق عليه «التوحيد» وهو الذي عناه المتنبي حين قال:
وقيل: يحتمل أن يكون نسبة إلى التوحيد لأنه معتزلي والمعتزلة يلقبون أنفسهم بـأهل العدل والتوحيد وممن مال إلى هذا الرأي ابن حجر العسقلاني نقله عنه جلال الدين السيوطي وفيه نظر؛ لأن نسبة التوحيدي إلى المعتزلة أمر مشكوك فيه، وقال ابن خلكان في وفيات الأعيان بأنه لم يقف على هذه النسبة (يعني إلى التوحيد) في شيء من كتب الأنساب العربية.

## نشأته وسماته
نشأ أبو حيان في عائلة من عائلات بغداد الفقيرة يتيما، يعاني شظف العيش ومرارة الحرمان؛ لا سيما بعد رحيل والده، وانتقاله إلى كفالة عمه الذي لم يجد في كنفه الرعاية المأمولة، فقد كان يكره هذا الطفل البائس ويقسو عليه كثيرا.
وحين شب أبو حيان عن الطوق، امتهن حرفة الوراقة، ورغم أنها أتاحت لهذا الوراق الشاب التزود بكم هائل من المعرفة جعل منه مثقفا موسوعيا إلا أنها لم ترضِ طموحه ولم تلّبِ حاجاته فانصرف عنها إلى الاتصال بكبار متنفذي عصره من أمثال ابن العميد والصاحب بن عباد والوزير المهلبي غير أنه كان يعود في كل مرة صفر اليدين، خائب الآمال، ناقما على عصره ومجتمعه.
هذه الإحباطات الدائمة، والإخفاقات المتواصلة؛ انتهت بهذا الأديب إلى غاية اليأس فأحرق كتبه بعد أن تجاوز التسعين من العمر، وقبل ذلك فّر من مواجهة ظروفه الصعبة إلى أحضان التصوف عساه يجد هنالك بعض العزاء فينعم بالسكينة والهدوء.
ولعل سر ما لاقاه أبو حيان في حياته من عناء وإهمال وفشل يعود إلى طباعه وسماته؛ حيث كان مع ذكائه
وعلمه وفصاحته واسع الطموح، شديد الاعتداد بالنفس، سوداوي المزاج... إلى غير ذلك من صفات شخصية وضعت في طريقه المتاعب وحالت دون وصوله إلى ما يريد.

## سيرته العلمية
يظهر أبو حيان التوحيدي من خلال كتبه كمثقف متنوع المصادر واسع الاطلاع، على وعي بالحركة الثقافية واتصال ببعض رموزها في عصره؛ كما يظهر كأديب يمتاز أسلوبه بالترسل والبعد عن المحسنات البديعية.
والفقرات التالية ستكشف جوانب من سيرته العلمية: